# Siberia (serie televisiva)
Siberia è una serie televisiva statunitense di genere drammatico e supernaturale. Realizzata come se si trattasse di un vero e proprio reality show, attraverso la tecnica del mockumentary è stata descritta come "un incontro tra Lost e Survivor", e paragonato a The Blair Witch Project - Il mistero della strega di Blair e The River (serie televisiva).
È stata girata al Bird Hill Provincial Park a Manitoba, Canada. È andata in onda per la prima volta sulla rete NBC il 1º luglio del 2013, per un totale di 11 episodi.

## Trama
Sedici contendenti partecipano a un reality show, sperando di vincere il premio finale di 500 000 dollari. Strani avvenimenti cominciano a succedersi, ma è solo quando uno dei concorrenti si infortuna senza che nessuno intervenga in suo aiuto che i partecipanti capiscono che qualcosa è stato loro nascosto.

## Cast
- Joyce Giraud, una barista di Bogotà, Colombia.
- Johnny Wactor, un cowboy di Jedburg, Carolina del Sud.
- Esther Anderson, un modello di Melbourne, Australia.
- Miljan Milosevic, un DJ di Podgorica, Montenegro.
- Daniel David Sutton, un programmatore di Royalton, Minnesota.
- Neeko O.J. Skervin, un giocatore di rugby professionista di Londra, Regno Unito.
- Irene Yee, una stilista di Taipei, Taiwan.
- Sam Dobbins, un buttafuori di Brooklyn, New York.
- Sabina Akhmedova, una soldatessa in pensione di Haifa, Israel.
- Natalie Ann Scheetz, un'assistente veterinaria di Santa Barbara, California
- Anne-Marie Mueschke as Annie, un'artista di New Orleans, Louisiana.
- Victoria Hill as Victoria, una commessa di Winnipeg, Manitoba, Canada
- George Dickson as George, un ragioniere di Louisville, Kentucky.
- Thomas Mountain, un'attivista ambientale di Boston, Massachusetts.
- Berglind Icey, un giornalista di Reykjavik, Islanda.
- Harpreet Turka, uno studente di Washington, D.C.
- Jonathon Buckley, il presentatore.

## Episodi
La serie è composta da 11 episodi, inediti in Italia.
| Stagione       | Episodi | Prima TV USA | Prima TV Italia |
| -------------- | ------- | ------------ | --------------- |
| Prima stagione | 11      | 2013         | inedita         |

## Accoglienza
La serie è stata accolta in maniera favorevole sia dalla critica che dal pubblico con un voto di 63 su 100 su Metacritic.